# Équant

Trajectoire d'une planète supérieure dans le modèle de Ptolémée avec utilisation d'un déférent excentré, d'un épicycle et du point équant

L'équant est un dispositif mathématique probablement introduit par Ptolémée pour rendre compte du mouvement des planètes dans le cadre de son modèle géocentrique du système solaire. Il déroge au principe en vigueur chez les astronomes anciens du mouvement circulaire uniforme : en effet la vitesse angulaire n'est plus constante vis-à-vis du centre du cercle mais vis-à-vis d'un point distinct de celui-ci, le point équant (en latin : punctum aequans). Son introduction n'est pas tant liée au géocentrisme qu'à l'utilisation de mouvements circulaires pour rendre compte des mouvements des corps célestes, ce qui restera la norme jusqu'à Kepler. En effet, si Copernic n'utilise pas de point équant pour son modèle héliocentrique, mais un autre dispositif à base de mouvements circulaires uniformes dans le strict respect de la tradition, Kepler lui-même, lorsqu'il entame la longue recherche de la trajectoire de Mars qui le conduira à la découverte du mouvement elliptique des planètes, commence par réintroduire le point équant de Ptolémée dans le système de Copernic.

## Étymologie et histoire
Le substantif masculin « équant » [ekwɑ̃] est issu du latin aequans, participe présent du verbe transitif aequare (« rendre égal »),.

## L'excentrique
Dans le cadre des premiers systèmes géocentriques le Soleil était censé décrire une orbite circulaire centrée sur la Terre, mais les astronomes anciens se sont rendu compte que le Soleil ne se déplaçait pas à vitesse uniforme dans les différents signes du zodiaque, d'où le nom d'anomalie ou inégalité zodiacale attribué à ce comportement. Cette anomalie se manifeste également par l'inégalité entre les longueurs des saisons, ce qu'ils avaient également remarqué. Nous savons depuis Kepler que l'orbite apparente du Soleil est elliptique, que la Terre est un foyer de cette ellipse, et que le mouvement angulaire n'est pas uniforme, mais suit la loi des aires. La solution introduite par un prédécesseur de Ptolémée, Hipparque ou Apollonius de Perge, est de décentrer le cercle, c'est-à-dire que la Terre ne se situe pas au centre de l'orbe du Soleil, mais en un point excentré vis-à-vis de celui-ci.
A posteriori ce décentrement correspond peu ou prou au déplacement vers un foyer de l'ellipse. En effet, avec la précision des observations dont disposent les astronomes avant Tycho Brahe, il est à peu près impossible de distinguer les trajectoires elliptiques du Soleil (dans le cadre géocentrique) et des planètes (dans le cadre héliocentrique) de trajectoires circulaires. Il est par contre tout à fait possible de distinguer un foyer du centre de ces ellipses quasi circulaires.
Cette solution sera également adoptée par Ptolémée, puis par Copernic pour le mouvement des planètes, où elle s'avère cependant insuffisante (même dans le cadre héliocentrique).

## Les épicycles
Pour ce qui est du mouvement des planètes dans le système géocentrique, une autre anomalie bien plus importante apparaît, qui s'explique a posteriori par le mouvement de la Terre autour du soleil. Cette anomalie ou inégalité est dite par rapport au soleil, car elle ne dépend pas de la position de la planète vis-à-vis des étoiles fixes, comme dans le cas du soleil précédemment, mais de sa position vis-à-vis du soleil. Elle se manifeste par la rétrogradation des planètes : le mouvement apparent d'une planète vis-à-vis des étoiles fixes (abstraction faite donc du mouvement diurne) voit un temps sa direction inversée, puis repart dans le sens usuel.
La solution adoptée par les anciens, là encore avant Ptolémée, est de considérer que la planète se déplace à vitesse uniforme sur un cercle, l'épicyclique, dont le centre se déplace lui-même à vitesse uniforme sur un cercle autour de la terre, le déférent. Le centre du déférent peut être la Terre elle-même (déférent homocentrique), un point excentré fixe vis-à-vis de la terre (excentrique), ou un point lui-même mobile à vitesse uniforme sur un cercle. Le modèle peut être ajusté en faisant varier les vitesses de rotation.

## Le point équant
Un modèle à un épicycle et à déférent homocentrique (excentricité 0) rendrait compte de mouvements de rétrogradation d'amplitudes identiques, et à intervalles de temps identiques ce qui ne correspond pas aux mouvements des planètes pour un observateur terrestre . Ptolémée utilise un modèle à excentrique, modifié en introduisant un point supplémentaire, le point équant. Le centre de l'épicyclique (Ce), qui décrit un cercle centré sur le centre du déférent (Cd) distinct de la Terre, possède une vitesse angulaire constante non vis-à-vis du centre du déférent, mais vis-à-vis du point équant (E). Dans le cas des planètes extérieures, le point équant est situé sur une droite passant par la Terre et le centre du déférent, et il est symétrique de la Terre vis-à-vis du centre du déférent. Ce modèle permet à Ptolémée de rendre compte de façon satisfaisante du mouvement des planètes en longitude. Le mouvement des planètes en latitude reste la grande faiblesse du système Ptoléméen.

## Le «problème» de l'équant
Le modèle de l'équant suppose donc l'introduction d'un mouvement circulaire non uniforme par rapport à son centre. Cette supposition était en contradiction avec les principes physiques aristotéliciens et ce fait a constitué un problème pour les astronomes qui ont suivi et ont cherché à se débarrasser du point équant à l'aide de mouvements circulaires uniformes.
Ainsi au XIIIe siècle, l'astronome Mu'ayyad al-Din al-'Urdi, de l'école de Maragha propose de remplacer le centre de l'épicycle (Ce) par le point Ce' obtenu à l'aide de deux mouvements circulaires uniformes. Le point Ci se déplace sur un cercle intermédiaire de centre Cd' milieu de [CdE] de même rayon que le cercle déférent de Ptolémée. Sa vitesse angulaire est la même que celle du point Ce par rapport à l'équant. Le point Ce' tourne toujours à cette même vitesse angulaire sur un cercle de centre Ci et de rayon égal à la moitié de la distance séparant T de Cd. Le lemme d'Urdi permet d'affirmer que les points E,Ce et Ce' sont alignés. Le lieu de Ce' diffère très peu de celui de Ce.
L'astronome Ibn al-Shatir complète ce modèle en expliquant le déplacement du point Ci non plus sur une excentrique mais à l'aide de deux mouvements circulaires uniformes l'un de centre T et de même rayon que le déférent de Ptolémée et l'autre de centre Ci' de même vitesse de sens opposé et de rayon une fois et demi la distance de T à Cd. On retrouve cette même combinaison de trois cercles dans le modèle de Copernic pour les planètes supérieures.